# Археолошко налазиште на брду Чечан
Археолошко налазиште на брду Чечан налази се на брегу Чечен, на планини Чичавица, у месту Дубовац, у општини Вучитрн. Овде је откривено утврђење из античког периода које се датује у 5. или 6. век. Читав комплекс обухвата бедем и унитрашње грађевине, укупне површине од неколико хектара. Претпоставља се да постоји континуитет коришћења утврђења до средњег века. Од покретног археолошког материјала важније налазе чини накит раног средњег века израђен од бакра и сребра. Откривени су и делови римског жртвеника, стуб и остаци римске опеке.